# Low Budget
Low Budget es el decimoséptimo álbum publicado en 1979 por la banda británica de rock The Kinks a través de Arista Records. Se convirtió en su segundo álbum no-recopilatorio más vendido, llegando al n.º 11 como punto máximo en las listas de álbumes de Estados Unidos.

## Lista de canciones
Todas las canciones de Ray Davies.
1. "Attitude" – 3:47
2. "Catch Me Now I'm Falling" – 5:58
3. "Pressure" – 2:27
4. "National Health" – 4:02
5. "(Wish I Could Fly Like) Superman" – 5:59
6. "Low Budget" – 3:50
7. "In a Space" – 3:44
8. "Little Bit of Emotion" – 4:51
9. "A Gallon of Gas" – 2:45
10. "Misery" – 2:57
11. "Moving Pictures" – 3:47

### Canciones extra en las reediciones de CD
1. "A Gallon of Gas (US Single Extended Edit)" – 3:52
2. "Catch Me Now I'm Falling (Original Extended Edit)" – 6:49
3. "(Wish I Could Fly Like) Superman (Disco Mix Extended Edit)" – 6:01